# Kniptjärnen (Säfsnäs socken, Dalarna)
Kniptjärnen är en sjö i Ludvika kommun i Dalarna och ingår i Göta älvs huvudavrinningsområde.